# Carlos Alberto Espínola
Carlos Alberto Espínola Oviedo (25 dicembre 1975) è un ex calciatore paraguaiano, di ruolo difensore.

## Carriera

### Club
Ha giocato nella massima serie dei campionati paraguaiano, messicano, ecuadoriano, colombiano e peruviano.

### Nazionale
Con la nazionale paraguaiana ha giocato 4 partite dal 2000 al 2004.

## Palmarès

### Club

#### Competizioni nazionali
- Campionato ecuadoriano: 1

LDU Quito: 2010

#### Competizioni internazionali
- Coppa Sudamericana: 1

LDU Quito: 2009
- Recopa Sudamericana: 2

LDU Quito: 2009, 2010